# Laure Saint-Raymond
Pour les articles homonymes, voir Saint-Raymond (homonymie).
Laure Saint-Raymond, née le 4 août 1975 à Paris, est une mathématicienne française. Elle est professeure à l’École normale supérieure de Paris, puis à l’École normale supérieure de Lyon (depuis 2016) et professeure à l'Institut des hautes études scientifiques à partir de 2021. Elle est membre de l'Académie des sciences dans la section « sciences mécaniques et informatiques » depuis 2013.

## Biographie
Laure Saint-Raymond naît le 4 août 1975 à Paris.
Elle étudie en classe préparatoire au lycée Henri-IV avant d'intégrer l’École normale supérieure en 1994. Elle obtient en 1996 un DEA d'analyse numérique à l'université Paris-VI et un autre de physique des plasmas à l'université de Versailles – Saint-Quentin-en-Yvelines. Elle est reçue à l'agrégation de mathématiques. Elle soutient une thèse sous la direction de François Golse sur la théorie cinétique des gaz,.
Elle est recrutée au CNRS en 2000 comme chargée de recherches, puis devient en 2002 professeure à l'université Paris-VI. Mise à disposition de l’École normale supérieure à partir de 2007, elle y dirige l'équipe d'Équations aux dérivées partielles, puis y devient directrice adjointe de département. En 2008, elle co-organise avec des physiciens un trimestre de recherche à l'Institut Henri-Poincaré intitulé Singularities in Mechanics: formation, propagation and microscopic description.
Laure Saint-Raymond est invitée en 2014 à l'université Harvard et au MIT, en 2016 à l'Université de Zurich (Hedi-Fritz-Niggli Guest Professorship) et en 2017 à l'université de Princeton (Princeton Minerva Distinguished Visitorship).
Elle est élue en 2013 à l'Académie des sciences,. 
En 2015, elle devient membre junior de l'Institut universitaire de France,.
En 2016, elle rejoint l'École normale supérieure de Lyon comme professeure, puis en 2021, elle est nommée professeure permanente à l'IHES,.
En marge de son activité de recherche, Laure Saint-Raymond participe à différentes activités de diffusion ; parmi les grandes initiatives nationales, plusieurs de ses exposés sont notables : au séminaire « Un texte, un mathématicien » en 2010 ; au séminaire « Une question, un chercheur » en 2013 ; au séminaire « Mathematic Park » en 2014 ; au séminaire « Une invention, des mathématiques » en 2016 ; lors du dix-neuvième Colloque Wright à Genève en 2020.
Elle a également prononcé un discours remarqué « La science dont je rêve » lors de la cérémonie 2018 de remise des prix de l'Académie des sciences.

## Travaux
Les travaux de Laure Saint-Raymond portent principalement sur l'analyse asymptotique de systèmes d'équations aux dérivées partielles, notamment ceux gouvernant la dynamique des gaz, des plasmas ou des fluides. Elle cherche notamment à établir l'existence de transitions continues entre les différents niveaux de modélisation. Ce faisant, elle poursuit la résolution d’un des problèmes posés par Hilbert lors du Congrès international des mathématiciens de 1900, à savoir le sixième problème concernant l'axiomatisation de la physique.
L'équation de Boltzmann, qui décrit de façon statistique le mouvement des particules dans un gaz, joue un rôle central dans les travaux de Laure Saint-Raymond. D'une part, elle a étudié ses limites hydrodynamiques, montrant ainsi qu’on peut obtenir les modèles plus simples de fluides (par exemple, les équations d'Euler ou de Navier-Stokes) à partir de l’équation de Boltzmann quand les collisions entre particules sont suffisamment nombreuses et entrainent une relaxation rapide vers l’équilibre thermodynamique. Du point de vue mathématique, il s'agit notamment de comprendre la similitude de structure entre l'équation de Boltzmann pour les gaz raréfiés et les équations de Navier-Stokes des fluides incompressibles.
D'autre part, elle a étudié la validité de l'équation de Boltzmann : la description statistique donne avec grande probabilité une bonne approximation de la dynamique des particules quand le nombre de particules est très grand et dans la limite de basse densité. Cette connexion entre mécanique classique et mécanique statistique pose de nombreuses questions fondamentales sur la propagation du chaos et l'apparence d'irréversibilité. Une série de résultats récents (et remarqués par le jury du prix Bôcher) avec Thierry Bodineau, Isabelle Gallagher et Sergio Simonella permet d'analyser les corrélations dans le système de particules hors équilibre, et de mieux comprendre les fluctuations autour de l'équation de Boltzmann. 
Un autre aspect des recherches de Laure Saint-Raymond concerne l'étude des fluides géophysiques, avec les mêmes questions de réduction des modèles. En collaboration avec Anne-Laure Dalibard et Isabelle Gallagher, elle a étudié les fluides en rotation rapide (par exemple, les mouvements à grande échelle des océans sous l'effet de la force de Coriolis) et la propagation des ondes inertielles. Des travaux plus récents, en collaboration avec Yves Colin de Verdière, ouvrent de nouvelles perspectives pour la compréhension de ces ondes en présence de topographie. Ils concernent également les ondes internes qui sont dues à la stratification et qui jouent un rôle essentiel pour le transport de l’énergie dans l'océan et dans les noyaux fluides des planètes.

## Publications (sélection)
- From the Boltzmann equation to the Stokes-Fourier system in a bounded domain, avec N. Masmoudi, Comm. Pure Appl. Math. 56, 1263–1293 (2003) ;
- The Navier-Stokes Limit of the Boltzmann Equation for Bounded Collision Kernels, avec F. Golse, Inventiones Math. 155, 81–161 (2004) ;
- The Navier-Stokes limit of the Boltzmann equation with hard potentials, avec F. Golse, J. Math. Pures Appl. 91, 508–552 (2009) ;
- Hydrodynamic limits of the Boltzmann Equation, Lecture Notes in Mathematics, Springer 1971, 1--195 (2009) ;
- From hard spheres dynamics to the Stokes–Fourier equations: An L2 analysis of the Boltzmann–Grad limit, avec T. Bodineau et I. Gallagher, Annals PDE 3 (2017), 90 pages ;
- Fluctuation Theory in the Boltzmann–Grad Limit, avec T. Bodineau, I. Gallagher et S. Simonella, J. Stat. Phys. 180 (2020), 873-895.
- Mathematical study of the betaplane model, avec I. Gallagher, Mémoires de la SMF 107, 1--116 (2006) ;
- Mathematical study of rotating fluids with resonant surface stress', avec A.-L. Dalibard, J. Differential Équations 246, 2304–2354 (2009) ;
- Trapping Rossby waves by wind forcing, avec C. Cheverry, I. Gallagher et T. Paul, Duke J. Math. 161, 845-892 (2012) ;
- Mathematical study of degenerate boundary layers, avec A.-L. Dalibard, Memoirs of the American Mathematical Society 826 (2015), 113 pages ;
- Attractors for two-dimensional waves with homogeneous Hamiltonian of degree 0, avec Y. Colin de Verdière, Comm. Pure Appl. Math (2019).

## Distinctions

### Décorations
- 2012 : chevalier de l'ordre national du Mérite[18]
- 2018 : chevalier de la Légion d'honneur[19].

### Prix
- 2003 : prix Louis-Armand de l'Académie des sciences
- 2004 : médaille Pie-XI de Pontificia Academia Scientarium
- 2006 : Analysis of Partial Differential Equations prize avec François Golse, Society for Industrial and Applied Mathematics[20]
- 2008 : prix de la Ville de Paris[21] (conjointement avec Isabelle Gallagher)
- 2008 : prix de la Société mathématique européenne (décerné au Congrès européen de mathématiques)[22]
- 2009 : prix Ruth-Lyttle-Satter de l’American Mathematical Society[23]
- 2011 : prix Irène-Joliot-Curie de la « Jeune femme scientifique »[24]
- 2015 : prix Fermat[25]
- 2016 : prix du magazine La Recherche conjointement avec Thierry Bodineau et Isabelle Gallagher[26]
- 2020 : prix Bôcher de l’American Mathematical Society[27]

### Honneurs
- 2004 : Cours Peccot du Collège de France[28]
- 2013 : élue membre de l'Académie des sciences[29]
- 2015 : membre élue de l'Academia Europaea[30]
- 2017 : membre élue de l'Académie européenne des sciences
- 2022 : conférencière plénière au congrès international des mathématiciens de 2022[31]